# Ucrania en los Juegos Paralímpicos de Tokio 2020
Ucrania estuvo representada en los Juegos Paralímpicos de Tokio 2020 por un total de 137 deportistas, 79 hombres y 58 mujeres.

## Medallistas
El equipo paralímpico ucraniano obtuvo las siguientes medallas:
| Nombre                                                           | Deporte                    | Evento                                           |
| ---------------------------------------------------------------- | -------------------------- | ------------------------------------------------ |
| Oro                                                              |                            |                                                  |
| Zoia Ovsi                                                        | Atletismo                  | Maza F51 femenino                                |
| Anastasiya Moskalenko                                            | Atletismo                  | Peso F32 femenino                                |
| Mariya Pomazan                                                   | Atletismo                  | Peso F35 femenino                                |
| Oxana Zubkovska                                                  | Atletismo                  | Salto de longitud T12 femenino                   |
| Maxym Koval                                                      | Atletismo                  | Peso F20 masculino                               |
| Vladyslav Zahrebelnyi                                            | Atletismo                  | Salto de longitud T37 masculino                  |
| Mariana Shevchuk                                                 | Levantamiento de potencia  | –55 kg femenino                                  |
| Yelyzaveta Mereshko                                              | Natación                   | 50 m libre S6 femenino                           |
| Yelyzaveta Mereshko                                              | Natación                   | 100 m braza SB5 femenino                         |
| Anna Stetsenko                                                   | Natación                   | 400 m libre S13 femenino                         |
| Maxym Krypak                                                     | Natación                   | 100 m espalda S10 masculino                      |
| Maxym Krypak                                                     | Natación                   | 100 m mariposa S10 masculino                     |
| Maxym Krypak                                                     | Natación                   | 100 m libre S10 masculino                        |
| Maxym Krypak                                                     | Natación                   | 400 m libre S10 masculino                        |
| Maxym Krypak                                                     | Natación                   | 200 m estilos SM10 masculino                     |
| Andri Trusov                                                     | Natación                   | 50 m libre S7 masculino                          |
| Andri Trusov                                                     | Natación                   | 100 m espalda S7 masculino                       |
| Yevheni Bohodaiko                                                | Natación                   | 100 m braza SB6 masculino                        |
| Myjailo Serbin                                                   | Natación                   | 100 m espalda S11 masculino                      |
| Denys Ostapchenko                                                | Natación                   | 200 m libre S3 masculino                         |
| Denys Dubrov                                                     | Natación                   | 200 m estilos SM8 masculino                      |
| Serhi Yemelianov                                                 | Piragüismo                 | KL3 masculino                                    |
| Roman Polianski                                                  | Remo                       | Scull individual PR1M1x masculino                |
| Maryna Lytovchenko                                               | Tenis de mesa              | Individual 6 femenino                            |
| Plata                                                            |                            |                                                  |
| Oxana Boturchuk                                                  | Atletismo                  | 100 m T12 femenino                               |
| Oxana Boturchuk                                                  | Atletismo                  | 200 m T12 femenino                               |
| Oxana Boturchuk                                                  | Atletismo                  | 400 m T12 femenino                               |
| Yuliya Shuliar                                                   | Atletismo                  | 400 m T20 femenino                               |
| Nataliya Kobzar                                                  | Atletismo                  | 400 m T37 femenino                               |
| Liudmyla Danylina                                                | Atletismo                  | 1500 m T20 femenino                              |
| Iana Lebiedieva                                                  | Atletismo                  | Disco F53 femenino                               |
| Anastasiya Moskalenko                                            | Atletismo                  | Maza F32 femenino                                |
| Anastasiya Mysnyk                                                | Atletismo                  | Peso F20 femenino                                |
| Ihor Tsvietov                                                    | Atletismo                  | 100 m T35 masculino                              |
| Ihor Tsvietov                                                    | Atletismo                  | 200 m T35 masculino                              |
| Mykola Zhabnyak                                                  | Atletismo                  | Disco F37 masculino                              |
| Vladyslav Bilyi                                                  | Atletismo                  | Jabalina F38 masculino                           |
| Roman Danyliuk                                                   | Atletismo                  | Peso F12 masculino                               |
| Oleksandr Yarovyi                                                | Atletismo                  | Peso F20 masculino                               |
| Yegor Dementyev                                                  | Ciclismo en ruta           | Ruta C4-5 masculino                              |
| Yegor Dementyev                                                  | Ciclismo en ruta           | Contrarreloj C5 masculino                        |
| Artem Manko                                                      | Esgrima en silla de ruedas | Sable individual A masculino                     |
| Nataliya Morkvych                                                | Esgrima en silla de ruedas | Florete individual A femenino                    |
| Olena Fedota                                                     | Esgrima en silla de ruedas | Sable individual B femenino                      |
| Olena Fedota Yevheniia Breus Nataliia Mandryk                    | Esgrima en silla de ruedas | Espada por equipos femenino                      |
| Nataliya Oleinyk                                                 | Levantamiento de potencia  | –79 kg femenino                                  |
| Yelyzaveta Mereshko                                              | Natación                   | 200 m estilos SM6 femenino                       |
| Yelyzaveta Mereshko                                              | Natación                   | 400 m libre S6 femenino                          |
| Kateryna Istomina                                                | Natación                   | 100 m espalda S8 femenino                        |
| Andri Trusov                                                     | Natación                   | 50 m mariposa S7 masculino                       |
| Andri Trusov                                                     | Natación                   | 200 m estilos SM7 masculino                      |
| Andri Trusov                                                     | Natación                   | 400 m libre S7 masculino                         |
| Anton Kol                                                        | Natación                   | 50 m espalda S1 masculino                        |
| Anton Kol                                                        | Natación                   | 100 m espalda S1 masculino                       |
| Olexi Fedyna                                                     | Natación                   | 100 m braza SB12 masculino                       |
| Denys Ostapchenko                                                | Natación                   | 50 m espalda S3 masculino                        |
| Viktor Smyrnov                                                   | Natación                   | 100 m espalda S11 masculino                      |
| Sergui Klippert                                                  | Natación                   | 100 m espalda S12 masculino                      |
| Maxym Krypak                                                     | Natación                   | 50 m libre S10 masculino                         |
| Illia Yaremenko                                                  | Natación                   | 50 m libre S13 masculino                         |
| Maxym Veraksa                                                    | Natación                   | 100 m libre S12 masculino                        |
| Kyrylo Garashchenko                                              | Natación                   | 400 m libre S13 masculino                        |
| Olexi Virchenko                                                  | Natación                   | 100 m mariposa S13 masculino                     |
| Myjailo Serbin                                                   | Natación                   | 200 m estilos SM11 masculino                     |
| Maryna Mazhula                                                   | Piragüismo                 | KL1 femenino                                     |
| Mykola Syniuk                                                    | Piragüismo                 | KL2 masculino                                    |
| Viktor Diduj                                                     | Tenis de mesa              | Individual 8 masculino                           |
| Maxym Nikolenko Viktor Diduj                                     | Tenis de mesa              | Equipo 8 masculino                               |
| Andrii Doroshenko                                                | Tiro                       | Rifle de aire de pie 10 m SH1 masculino          |
| Vasyl Kovalchuk                                                  | Tiro                       | Rifle de aire en posición tendida 10 m SH2 mixto |
| Iryna Husieva                                                    | Yudo                       | –63 kg femenino                                  |
| Bronce                                                           |                            |                                                  |
| Zoia Ovsi                                                        | Atletismo                  | Disco F53 femenino                               |
| Yuliya Pavlenko                                                  | Atletismo                  | Salto de longitud T11 femenino                   |
| Roman Pavlyk                                                     | Atletismo                  | Salto de longitud T36 masculino                  |
| Yegor Dementyev                                                  | Ciclismo en pista          | Persecución individual C5 masculino              |
| Yevhenia Breus                                                   | Esgrima en silla de ruedas | Sable individual A femenino                      |
| Yana Berezhna                                                    | Natación                   | 100 m braza SB11 femenino                        |
| Yaryna Matlo                                                     | Natación                   | 100 m braza SB12 femenino                        |
| Anna Hontar                                                      | Natación                   | 50 m libre S6 femenino                           |
| Yelyzaveta Mereshko                                              | Natación                   | 100 m libre S7 femenino                          |
| Denys Ostapchenko                                                | Natación                   | 50 m libre S3 masculino                          |
| Yevheni Bohodaiko                                                | Natación                   | 50 m libre S7 masculino                          |
| Maxym Veraksa                                                    | Natación                   | 50 m libre S13 masculino                         |
| Denys Dubrov                                                     | Natación                   | 100 m mariposa S8 masculino                      |
| Vasyl Krainyk                                                    | Natación                   | 200 m estilos SM14 masculino                     |
| Iurii Bozhinski Denys Dubrov Maxym Krypak Andri Trusov           | Natación                   | 4 × 100 m libre (34 ptos.) masculino             |
| Maxym Veraksa Maryna Piddubna Anna Stetsenko Kyrylo Garashchenko | Natación                   | 4 × 100 m libre (49 ptos.) mixto                 |
| Maxym Nikolenko                                                  | Tenis de mesa              | Individual 8 masculino                           |
| Ivan Mai                                                         | Tenis de mesa              | Individual 9 masculino                           |
| Ivan Mai Lev Kats                                                | Tenis de mesa              | Equipo 9-10 masculino                            |
| Olexi Denysiuk                                                   | Tiro                       | Pistola 25 m SH1 mixto                           |
| Vasyl Kovalchuk                                                  | Tiro                       | Rifle en posición tendida 50 m SH2 mixto         |
| Iryna Shchetnik                                                  | Tiro                       | Rifle de aire de pie 10 m SH1 femenino           |
| Iryna Shchetnik                                                  | Tiro                       | Rifle de aire en posición tendida 10 m SH1 mixto |
| Yuliya Halinska                                                  | Yudo                       | –48 kg femenino                                  |
| Nataliya Nikolaychyk                                             | Yudo                       | –52 kg femenino                                  |
| Rufat Mahomedov                                                  | Yudo                       | –73 kg masculino                                 |
| Olexandr Nazarenko                                               | Yudo                       | –90 kg masculino                                 |